# Smashing Barriers
Smashing Barriers é um seriado estadunidense de 1919, no gênero ação, dirigido por William Duncan, em 15 capítulos, estrelado por William Duncan, Edith Johnson e Walter Rodgers. Foi produzido e distribuído pela Vitagraph Company of America.
Em 1923, foi reeditado como um filme de 60 minutos e lançado nos cinemas em 7 de junho de 1923, sob o mesmo título.
Este seriado é considerado perdido.

## Elenco
- William Duncan	 ...	Dan Stevens
- Edith Johnson	 ...	Helen Cole

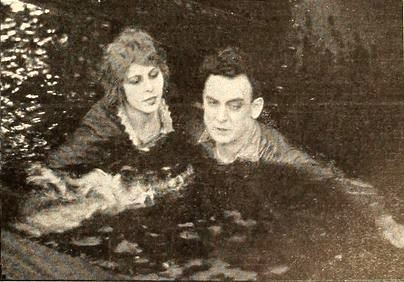
Cena de Smashing Barreirs, com Edith Johnson e William Duncan.

- Walter Rodgers	 ...	Slicker Williams
- George Stanley	 ...	John Stevens
- Fred Darnton	 ...	Benjamin Cole
- Slim Cole	 ...	Tom Brown
- William McCall	 ...	Henry Marlin
- Joe Ryan	 ...	Wirenail Hedges
- Vincente Howard
- Dorothea Wolbert

## Capítulos
1. The Test of Courage
2. The Plunge of Death
3. The Tree Hut of Torture
4. The Deed of a Devil
5. The Living Grave
6. Downward to Doom
7. The Fatal Plight
8. The Murder Car
9. The Dynamite Tree
10. Overpowered
11. The Den of Deviltry
12. Explosive Bullets
13. The Deadfall
14. Trapped Like Rats
15. The Human Chain (ou The Final Barrier)